# Уне Бабіцкайте
Уне Бабіцкайте-Грайчюнене (лит. Unė Babickaitė-Graičiūnienė), при народженні Уршуле Бабіцкайте, сценічне ім'я Уне Бає (19 квітня 1897 поблизу Купишкіса — 1 серпня 1961, Каунас) — литовська акторка і театральна режисерка.

## Біографія
Під час Першої світової війни Бабіцкайте та її родина виїхали до Санкт-Петербурга. Там вона познайомилася з Балісом Сруоґою, який заохотив її почати вивчати театральне мистецтво у Санкт-Петербурзькій консерваторії в 1916 році. Баліс назвав її Уне. Після повернення до Литви вона організувала театральну групу Daina і поставила кілька вистав. Однак жінка-режисерка викликала суперечки в консервативному суспільстві, і п'єси критикували. У 1919 році Бабіцкайте переїхала до СШВ, де спростила своє ім'я до Уне Бає. Там вона грала у театрах у Нью-Йорку, Вашингтоні, Чикаго і знялася в трьох німих фільмах. У 1928 році, коли її чоловік, бізнес-теоретик Вітаутас Грайчюнас, переїхав до Європи для бізнесу, Бабіцкайте з'явилася в театрах Лондона і Парижа. Чоловік фінансував її мистецькі зусилля. У Франції вона познайомилася з Костянтином Бальмонтом, який присвятив їй не менше чотирьох віршів. У 1936 році повернулася до Литви і стала ставити п'єси в Шяуляї.
Після Другої світової війни Литовська РСР увійшла до складу СРСР. Чоловіка як американського громадянина заарештували у 1951 році і засудили до 10 років ГУЛАГу. Він помер наступного року за незрозумілих обставин. Бабіцкайте також була засуджена до п'яти років. У 1953 році під час десталінізації вона отримала амністію і дозвіл повернутися до Литви. Померла в 1961 році в Каунасі .
Уне Бабіцкайте залишила велику колекцію документів, листування, фотографій, які зберігаються в Литовській національній бібліотеці імені Мартинаса Мажвідаса. У 2001 і 2005 роках було опубліковано два томи документів. Різні театральні експонати, зібрані нею, виставлені у Литовському музеї театру, музики та кіно, започаткованому Сруоґою і Вінцасом Креве в 1926 році Сімейний будинок у селі Лаукмінішкес, де народилася Бабіцкайте та її брат письменник Пятрас Бабіцкас, у 2002 році був перетворений на етнографічний і меморіальний музей.